# UFC Live: Jones vs. Matyushenko
UFC Live: Jones vs. Matyushenko ou UFC on Versus 2, est un évènement d'arts martiaux mixtes organisé par l'Ultimate Fighting Championship le 1er août 2010. Il s'est déroulé à la San Diego Sports Arena de San Diego, en Californie.

## Historique
L’évènement devait à l'origine avoir lieu à Salt Lake City
Deux combats qui ne devaient pas avoir lieu ont été ajoutés à cette carte Paul Kelly (en) vs. Jacob Volkmann et Darren Elkins vs. Charles Oliveira
Joe Stevenson a déclaré forfait à la suite de sa blessure et fut remplacer par Tyson Griffin
Le combat entre William Freire et Thiago Tavares a été retiré à la suite de la blessure de Freire
Demarques Johnson étant trop lourd de quelques kilos, accepte de céder 20 % de sa paie pour combattre

## Résultats[7]

### Programme principal
- Light Heavyweight :  Jon Jones vs.  Vladimir Matyushenko

Jones défait Matyushenko par TKO àt 1:52 du round 1.
- Middleweight :   Yushin Okami vs.  Mark Muñoz

Okami bat Muñoz via  décision (29–28, 28–29, 29–28).
- Welterweight :  John Howard vs.  Jake Ellenberger

Ellenberger défait Howard par TKO à 2:21 du round 3.
- Lightweight :  Tyson Griffin vs.  Takanori Gomi

Gomi défait Griffin par KO (punch) at 1:04 du round 1.

### Programme préliminaire
- Middleweight :  Rob Kimmons vs.  Steve Steinbeiss

Kimmons bat Steinbess par décision (29–28, 29–28, 29–28).
- Lightweight :  Darren Elkins vs.  Charles Oliveira

Oliveira défait Elkins par soumission à 0:41 du round 1.
- Middleweight :  Brian Stann vs.  Mike Massenzio

Stann défait Massenzio par soumission à 3:10 du round 3.
- Light Heavyweight :  James Irvin vs.  Igor Pokrajac

Pokrajac defeated Irvin par soumission à 2:29 du round 1.
- Catchweight :  DaMarques Johnson vs.  Matthew Riddle

Riddle défait Johnson par TKO à 4:29 du round 2.
- Lightweight :  Paul Kelly vs.  Jacob Volkmann

Volkmann bat Kelly par décision (30–27, 30–27, 30–27).

## Bonus de la soirée
Les combattants mentionnés ont reçu 40 000 $ de bonus.
- Combat de la soirée : Briann Stann vs. Mike Massenzio
- KO de la soirée : Takanori Gomi
- Soumission de la soirée :  Charles Oliveira